# Bellator 78
Bellator LXXVIII foi um evento de artes marciais mistas organizado pelo Bellator Fighting Championships, ocorrido em 26 de outubro de 2012 no Nutter Center em Dayton, Ohio. O evento foi transmitido ao vivo na MTV2.

## Background
O evento contou com as Semifinais do Torneio de Meio Médios do Torneio de Meio Médios da Sétima Temporada.